# John Fowles
John Robert Fowles (Leigh-on-Sea, 31 marzo 1926 – Lyme Regis, 5 novembre 2005) è stato uno scrittore e saggista inglese, fortemente influenzato da Sartre e considerato da molti il padre del postmodernismo britannico.

## Biografia
John Robert Fowles nasce a Leigh-on-Sea, nell'Essex da Gladys May Richards e Robert John Fowles; una famiglia di mercanti, appartenenti alla "middle-class" londinese. La sua infanzia e la sua prima educazione fu seguita dalla madre e dalla cugina Peggy Fowles. Nel 1939 ottenne l'accesso alla Bedford School, dove rimase fino al 1944; gli anni di Bedford coincisero con quelli della seconda guerra mondiale. Nel 1947, dopo aver terminato il servizio militare, entrò al New College di Oxford dove studiò il tedesco ma soprattutto il francese, conseguendo il BA in questa lingua. Fu ad Oxford che cominciò a considerare la propria vita come dedicata alla scrittura, soprattutto dopo aver letto le opere di esistenzialisti come Jean-Paul Sartre e Albert Camus; pur non considerandosi un esistenzialista, la motivazione essenziale alla letteratura fu per Fowles la sensazione che il mondo era sostanzialmente assurdo.

## Opere

### Romanzi
- 1963 - Il collezionista (The Collector)
- 1965 - Il mago (The Magus)
- 1969 - La donna del tenente francese (The French Lieutenant's Woman)
- 1977 - Daniel Martin
- 1982 - Mantissa
- 1985 - Maggot, la ninfa (A Maggot)

### Racconti
- 1974 - La torre d'ebano (The Ebony Tower) - contiene: La torre d'ebano; Eliduc; Povero Koko; L'enigma; La nube

### Saggi
- 1964 - The Aristos (EN)
- 1978 - The Tree (EN)

### Filmografia
Soggetto
- Il collezionista (The Collector), regia di William Wyler, nel 1965
- Gioco perverso (The Magus), sceneggiato dallo stesso Fowles e con la regia di Guy Green, nel 1968. In questo film tratto da Il mago, nella sequenza iniziale, su un battello fa una comparsata anche John Fowles nel ruolo di un mozzo.
- La donna del tenente francese (The French Lieutenant's Woman), sceneggiato da Harold Pinter e con la regia di Karel Reisz, nel 1981.